# فؤاد قاعود
فؤاد قاعود شاعر مصري (الإسكندرية 5 ابريل 1936 - 18 يناير 2006)، لم يتلقى التعليم الإلزامي، بدأ حياته في العمل في ورش ومطابع الإسكندرية، عمل لفترة في محل ترزي للشاعر عبد العليم القباني، والذي كان ملتقى لشعراء وزجّالي الإسكندرية، استقر كعامل سويتش في إذاعة الاسكندرية، اشتهر ببراعته في فن الشعر والزجل.
بدأ يهتم بالقراءة وتثقيف نفسه، تاثر ببيرم التونسي والمتنبي، إلتقى بالشاعر صلاح جاهين الذي طلب منه الذهاب إلى القاهرة وقابله باحسان عبد القدوس الذي كان في ذلك الوقت رئيساً لتحرير روز اليوسف، فعينه في وظيفة محرر للشعر في مجلة صباح الخير واستمر بها حتى بداية الثمانينات، رئس تحرير ملحق (ملحق صباح الفل) وكان يقدم فيه أزجال شعرية تحت عناوين «نكد الدولة سخطان»، «جوعان بن هفتان» و«فرقعلوز».

## وفاته
رحل فؤاد قاعود في يوم 18 يناير سنة 2006.

## من دواوينه
- الاعتراض – دار العالم الجديد – 1977.
- المواويل – كراسات الفكر المعاصر 1978.
- الخروج من الظل. مكتبة مدبولب 1997.
- الصدمة – مدبولي 1977.
- ضمبر المتكلم – الأحمدي للنشر 2002.

## من أغانيه
- وهبت عمري - الشيخ إمام
- زرع الشراقي - سيد مكاوي